# Te Deum (Pärt)
Te Deum per a triple cor (SSAA/TTBB/SATB), orquestra de corda, piano preparat i fonograma (arpa eòlica), és una composició d'Arvo Pärt sobre el text en llatí de Te Deum, encarregat per la Westdeutscher Rundfunk de Colònia, Alemanya, el 1984. Dedicat a Alfred Schlee –responsable de la Universal Edition de Viena fins a la seva mort el 1999–, va ser estrenat per l'Orquestra RSO de Colònia i el Cor de la Ràdio de Colònia, sota la direcció del director Dennis Russell Davies el 19 de gener de 1985. Després de ser revisat, l'any 1993, ECM New Series en va publicar una gravació interpretada per l'Eesti Filharmoonia Kammerkoor i l'orquestra de cambra de Tallinn, sota la batuta de Tõnu Kaljuste. La composició té una durada aproximada de 31 minuts.
El Te Deum ocupa un lloc destacat en les cerimònies de moltes confessions cristianes, com la Paraklesis (o Moleben) d'Acció de Gràcies a l'Església Ortodoxa Oriental. Tanmateix, a causa de la instrumentació singular que Arvo Pärt utilitza, aquesta obra no resulta adequada per al context litúrgic ortodox. És una obra ambiciosa que marca la consolidació del llenguatge religiós de Pärt. Destaca per la seva brillantor vocal i la subtil aplicació de la tècnica tintinnabuli, tècnica que uneix melodia i text, vinculant les notes a les síl·labes i les seves característiques lingüístiques. La música, etèria i monumental, reflecteix la "serenitat immensa" que, segons Pärt, evoca el text, en sintonia amb la bellesa d'un paisatge de muntanya.